# Linie následnictví francouzského trůnu

Erb francouzských králů (moderní podoba)

Následnictví francouzského trůnu během existence monarchie ve Francii vždy následovalo princip salického práva (v jeho plném rozsahu, tj. žádní dědicové po přeslici). V současné době jsou hlavní tři uskupení pretendentů francouzského trůnu a čtyři samotní pretendenti.

## Kapetovští pretendenti
Podmínky pro následníka trůnu za vlády Kapetovců:
- Nikdo, ani král či parlament, nemá pravomoc svévolně měnit řád následnictví.
- Trůn nemůže zůstat uprázdněný, následník nastupuje okamžitě po úmrtí předchůdce.
- Trůn je dědičný v celém rodě Kapetovců.
- Dědic trůnu musí být vždy muž.
- Následnický řád je primogeniturní. Starší syn nastupuje před mladším, starší linie před mladšími liniemi.
- V případě absence mužských dědiců v celé linii nastupují dědicové nejbližší kolaterální mužské linie.
- Král musí být katolík.
- Dědic trůnu musí být francouzské národnosti.
- Dědic trůnu musí pocházet z legitimního svazku (ne však nutně z rovnorodého).

Prakticky stejné podmínky musel splňovat i následník trůnu z rodu Bonapartů.
Jediní kapetovští dědicové trůnu jsou potomci Ludvíka XIII. a tudíž Bourboni (tj. potomci krále Ludvíka IX., větve Bourbon-Anjou, Bourbon-Sicílie, Bourbon-Parma, Bourbon-Orléans, Orléans-Braganza a Orléans-Galliera). Jedinou nebourbonskou větví kapetovského rodu jsou portugalští Braganzové (potomci Roberta II.), kteří jsou ale potomky dvou nemanželských svazků.

### Linie Bourbon-Anjou (legitimisté)
Prvním pretendentem je Ludvík Alfons Bourbonský, vévoda z Anjou (z primogeniturní linie Bourbon-Anjou, primogeniturní mužský potomek španělského krále Filipa V. a vnuk Alfonse XIII. a nejbližší mužský příbuzný posledních králů, jde také o bratrance španělského krále Filipa VI.). Podporovatelé následnictví této větve (obecně primogeniturního Kapetovce) se nazývají legitimisté.

### Linie Bourbon-Orléans (orleánisté)
Dalším pretendentem trůnu je Jean Orléanský, hrabě pařížský, který je primogeniturním potomkem jediného orleánského (a posledního kapetovského) krále Ludvíka Filipa. Nejbližším královským předkem Ludvíka Filipa byl Ludvík XIII. Příznivci následnictví této větve se nazývají Orléanisté a neuznávají právo na trůn žádného z potomků španělského krále Filipa V. (vnuka Ludvíka XIV.). Jako argument používají doslovné znění utrechtského míru z roku 1713, podle kterého nesmí být pod jednou korunou spojena Francie a Španělsko. Dle utrechtského míru se tak Filip V. musel vzdát nároku na francouzský trůn, aby mohl nastoupit na trůn španělský, nemohl se ale sám vzdát nároku všech svých potomků. Naopak příznivci orleánské linie neuznávají zřeknutí se nároku na trůn které učinil otec Ludvíka Filipa I., který stejně tak hlasoval pro popravení Ludvíka XVI. a samotnou uzurpaci Ludvíka Filipa I. považují za zcela legitimní vládu. Stejně tak poukazují na nefrancouzskou národnost primogeniturní, španělské, sicilské a parmské linie, tj. linií, které by jinak předcházely nárok linie orleánské. Dědic trůnů tak může být jen francouzský občan, jehož otcem byl francouzský občan atd. Díky tomuto výkladu následnického práva jsou tak z následnictví trůnu vyřazeni i někteří příslušníci bourbonsko-orleánské dynastie, především pak brazilská linie Orléans-Braganza (potomci Gastona, vévody z Eu) a nejmladší orleánská (španělská) linie Orléans-Galliera (potomci Antonína, vévody z Montpensier). V rodinném paktu z roku 1909 ale bylo uznáno případné právo na trůn potomkům Gastona, vévody z Eu, v případě že by vymřeli všichni legitimní orleánští dědicové trůnu.

### Kapetovská linie následnictví
Zobrazená linie následnictví obsahuje obě soupeřící větve, které si nárokují trůn, a je značně obsáhlá vzhledem k počtu žijících Kapetovců. Pořadí jednotlivých Kapetovců jako potenciálních následníků trůnu zobrazuje číslo v závorce před jménem (např. (88/8) Alfons Bourbonský), kde první (popř. jediné) číslo značí pořadí v legitimistické posloupnosti a číslo za lomítkem značí pořadí v orleánské posloupnosti. Hlavy obou soupeřících větví jsou navíc pro přehlednost označeny zlatou korunkou.
- Ludvík XIII. (1601–1643)
  -  Ludvík XIV. (1638–1715)
    - Ludvík Francouzský (1661–1711)
      - Ludvík Francouzský (1682–1712)
        -   Ludvík XV. (1710–1774)
          -  Ludvík Ferdinand (1729–1765)
            -  Ludvík XVI. (1754–1793)
              -   Ludvík XVII. (1785–1795)

            -  Ludvík XVIII. (1755–1824)
            -   Karel X. (1757–1836)
              -  Ludvík XIX. (1775–1844)
              -  Karel Ferdinand (1778–1820)
                -   Jindřich V. (1820–1883)

      - Filip V. Španělský (1683–1746)
        - Karel III. Španělský (1716–1788)
          - Karel IV. Španělský (1748–1819)
            -  František Španělský (1794–1865)
              - František I. Španělský (1822–1902)
                -  Alfons XII. (1857–1885)
                  -  Alfons XIII. (1886–1941)
                    - Jakub Jindřich Bourbonský (1908–1975)
                      -  Alfons Jakub Bourbonský (1936–1989)
                        -  Ludvík Alfons Bourbonský, vévoda z Anjou (* 1974), legitimistický pretendent trůnu
                          - (1) Ludvík Bourbonský (* 2010)
                          - (2) Alfons Bourbonský (* 2010)
                          - (3) Jindřich Bourbonský (* 2019)

                    - Jan Bourbonský (1913–1993)
                      - (4) Juan Carlos I. (* 1938)
                        -  Filip VI. (* 1968)

              - Henri de Bourbon (1823–1870)
                - François de Paule de Bourbon (1853–1942)
                  - François de Paule de Bourbon (1882–1952)
                    - François de Paule de Bourbon (1912–1995)
                      - (5) Francisco de Borbón y Escasany (* 1943)
                        - (6) François de Paule de Bourbon (* 1979)

                      - (7) Alphonse-Charles de Bourbon (* 1945)
                        - (8) Alphonse de Bourbon (* 1973)

                      - (9) Henri de Bourbon (* 1970)

                  - Joseph de Bourbon (1883–1962)
                    - Charles de Bourbon (1915–1978)
                      - (10) Charles de Bourbon (* 1942)

                    - Albert de Bourbon (1916–1997)
                      - Henri de Bourbon (* 1948)

                    - Álvaro de Bourbon (* 1922)

                  - Alphonse de Bourbon' (1893–1936)
                    - Alphonse de Bourbon (* 1926)

                - Albert de Bourbon' (1854–1939) 
                  - Albert de Bourbon' (1883–1959)
                    - Alphonse de Bourbon' (1909–1938)
                      - Albert de Bourbon (1933-1995)
                        - Alphonse de Bourbon (* 1961)
                          - Alphonse de Bourbon (* 1995)

                      - Alphonse de Bourbon (1937–2007)
                        - Alphonse de Bourbon (1963–2005)
                          - Alphonse de Bourbon (* 1999)

                        - Ferdinand de Bourbon (* 1966)
                          - Ferdinand de Bourbon (* 2001)
                          - Ignace de Bourbon (* 2001)

                        - Jacques de Bourbon (* 1971)

          - Ferdinand I. Neapolsko-Sicilský (1751–1825)
            - František I. Neapolsko-Sicilský (1777–1830)
              - Ferdinand II. Neapolsko-Sicilský (1810–1859) 
                - Alfons Bourbonsko-Sicilský (1841–1934)
                  - Karel Bourbonsko-Sicilský (1870–1949)
                    - Alphonse de Bourbon-Siciles (1901–1964)
                      - Charles de Bourbon-Siciles (1938–2015)
                        - Pierre de Bourbon-Siciles (* 1968)
                          - Jacques de Bourbon-Siciles (* 1993) (nedynastický)
                          - Jean de Bourbon-Siciles (* 2003)
                          - Paul de Bourbon-Siciles (* 2004)
                          - Pierre de Bourbon-Siciles (* 2007)

                  - Rénier de Bourbon-Siciles (1883–1973)
                    - Ferdinand de Bourbon-Siciles (1926–2008) 
                      - Charles de Bourbon-Siciles (* 1963)

                  - Philippe de Bourbon-Siciles (1885–1949)
                    - Gaëtan de Bourbon-Siciles
                      - Adrien de Bourbon-Siciles (* 1948)
                        - Philippe de Bourbon-Siciles (* 1977)

                      - Grégoire de Bourbon-Siciles (* 1950)
                        - Christian de Bourbon-Siciles (* 1974)
                        - Raymond de Bourbon-Siciles (* 1978)

                  - Gabriel de Bourbon-Siciles (1897–1975)
                    - Antoine de Bourbon-Siciles (* 1929)
                      - François de Bourbon-Siciles (* 1960)
                        - Antoine de Bourbon-Siciles (* 2003)

                      - Janvier de Bourbon-Siciles (* 1966)

                    - Casimir de Bourbon-Siciles (* 1938)
                      - Louis de Bourbon-Siciles (* 1970)
                      - Alexandre de Bourbon-Siciles (* 1974)

        - Filip Parmský (1720–1765)
          - Ferdinand Parmský (1751–1802)
            - Ludvík Parmský (1773–1803)
              - Karel II. Parmský (1799–1883)
                - Karel III. Parmský (1823–1854)
                  - Robert I. Parmský (1848–1907)
                    - Xaver Bourbonsko-Parmský (1889–1977)
                      - Karel Hugo Bourbonsko-Parmský (1930–2010)
                        - Karel Bourbonsko-Parmský (* 1970)
                          - Karel Bourbonsko-Parmský (* 2016)

                        - Jakub Bourbonsko-Parmský (* 1972)

                      - Sixtus Bourbonsko-Parmský (* 1940)

                    - Felix Bourbonsko-Parmský (1893–1970)
                      - JkV velkovévoda Jean Lucemburský (1921–2019)
                        - JkV velkovévoda Henri I. Lucemburský (* 1955)
                          - JkV Guillaume Lucemburský (* 1981)
                            - JkV Charles Lucemburský (* 2020)
                            - JkV François Lucemburský (* 2023)

                          - JkV Félix Lucemburský (* 1984)
                          - JkV Louis Lucemburský (* 1986)
                            - JkV Gabriel de Nassau (* 2006) (nedynastický)
                            - JkV Noah de Nassau (* 2007)

                          - JkV Sébastien Lucemburský (*1992)

                        - JkV Jean Lucemburský (* 1957)
                          - Constantin de Nassau (* 1988)
                          - Wenceslas de Nassau (* 1990)
                          - Carl-Johann de Nassau (* 1992)

                        - Guillaume Lucemburský (* 1963)
                          - Louis-Paul de Nassau (* 1998)
                          - Léopold de Nassau (* 2000)
                          - Jean de Nassau (* 2004)

                      - Charles de Luxembourg (1927–1977)
                        - Robert de Nassau (* 1968)
                          - Alexandre de Nassau (* 1997)
                          - Frédéric de Nassau (* 2002)

                    - René de Bourbon-Parme (1894–1962)
                      - Jacques de Bourbon-Parme (1922–1964)
                        - Philippe de Bourbon-Parme (* 1949)
                          - Jacques de Bourbon-Parme (* 1986)
                          - Joseph de Bourbon-Parme (* 1989)

                        - Alain de Bourbon-Parme (* 1955)

                      - Michel Bourbonsko-Parmský (* 1926)
                        - Éric de Bourbon-Parme (* 1953)
                          - Michel de Bourbon-Parme (* 1989)
                          - Henri de Bourbon-Parme (* 1991)

                        - Charles-Emmanuel de Bourbon-Parme (* 1961)
                          - Amaury de Bourbon-Parme (* 1991)

                      - André de Bourbon-Parme (1928–2011)
                        - Axel de Bourbon-Parme (* 1968)
                          - Côme de Bourbon-Parme (* 1997)

                    - Louis de Bourbon-Parme (1899–1967)
                      - Guy de Bourbon-Parme (1940–1991)
                        - Louis de Bourbon-Parme (* 1966)
                          - Guy de Bourbon-Parme (* 1995)

                      - Rémy de Bourbon-Parme (* 1942)
                        - Tristan de Bourbon-Parme (* 1974)

                      - Jean de Bourbon-Parme (* 1961)
                        - Arnaud de Bourbon-Parme (* 1989)
                        - Christophe de Bourbon-Parme (* 1991)

  - Filip I. Orleánský (1640–1701)
    - Filip II. Orleánský (1674–1723)
      - Ludvík I. Orleánský (1703–1752)
        - Ludvík Filip I. Orleánský (1725–1785)
          - Ludvík Filip II. Orleánský (1747–1793)
            -  Ludvík Filip I. (1773–1850)
              - Ferdinand Filip Orleánský (1810–1842)
                - Robert Bourbonsko-Orleánský (1840–1910)
                  - Jean d'Orléans (1874–1940)
                    - Henri d'Orléans (1908–1999)
                      - Henri Orleánský, hrabě pařížský (1933–2019)
                        - François d'Orléans (1961–2017)
                        -  (78/0) Jean d'Orléans, orleánský pretendent trůnu (* 1965)
                          - (79/1) Gaston d'Orléans (* 2009)
                          - (80/2) Joseph d’Orleans (* 2016)

                        - Eudes d'Orléans (* 1968)
                          - Pierre d'Orléans (* 2003)

                      - Michel d'Orléans (* 1941)
                        - Charles-Philippe d'Orléans (* 1973)
                        - François d'Orléans (* 1982)
                          - Philippe d’Orleans (* 2017)

                      - Jacques d'Orléans (* 1941)
                        - Charles-Louis d'Orléans (* 1972)
                          - Philippe d'Orléans (* 1998)
                          - Constantin d'Orléans (* 2003)

                        - Foulques d'Orléans (* 1974)

                      - Thibaut d'Orléans (1948–1983)
                        - Robert d'Orléans (* 1976)

              - Ludvík Orleánský (1814–1896)
                - Gaston Orleánský (1842–1922)
                  - Pierre d'Orléans-Bragance (1875–1940)
                    - Pierre-Gaston d'Orléans-Bragance (1913–2007)
                      - Pierre-Charles d'Orléans-Bragance (* 1945)
                        - Pierre-Tiago d'Orléans-Bragance (* 1979)
                        - Philippe d'Orléans-Bragance (* 1982)

                      - Alphonse d'Orléans-Bragance (* 1948)
                      - Emmanuel d'Orléans-Bragance (* 1949)
                        - Emmanuel-Alphonse d’Orléans-Bragance (* 1981)

                      - François-Humbert d'Orléans-Bragance (* 1956)
                        - François-Théodore d’Orléans-Bragance (* 1979)
                        - Gabriel d’Orléans-Bragance (* 1989)

                    - Jean d'Orléans-Bragance (1916–2005)
                      - Jean-Henri d'Orléans-Bragance (* 1954)
                        - Jean-Philippe d’Orléans-Bragance (* 1986)

                  - Louis d'Orléans-Bragance (1878–1920)
                    - Pierre-Henri d'Orléans-Bragance (1909–1981)
                      - Louis-Gaston d'Orléans-Bragance (* 1938)
                      - Eudes d'Orléans-Bragance (* 1939)
                        - Louis d'Orléans-Bragance (* 1969)
                          - Maximiliano d'Orléans-Bragance (* 2012)

                        - Eudes de Grão-Para (* 1977)
                          - Eudes de Grão-Para (* 2011)

                        - Guy de Grão-Para (* 1985)

                      - Bertrand Orleánsko-Braganzský (* 1941)
                      - Pierre d'Orléans-Bragance (* 1945)
                        - Gabriel d'Orléans-Bragance (* 1980)
                          - Gabriel d'Orléans-Bragance (* 2013)

                      - Fernand d'Orléans-Bragance (* 1948)
                      - Antoine d'Orléans-Bragance (* 1950)
                        - Raphaël d'Orléans-Bragance (* 1986)

                      - François d'Orléans-Bragance (* 1955)
                      - Albert d'Orléans-Bragance (* 1957)
                        - Pierre d'Orléans-Bragance (* 1988)
                        - Antoine d'Orléans-Bragance (* 1997)

              - Antoine d'Orléans (1824–1890)
                - Antoine d'Orléans (1866–1930)
                  - Alphonse d'Orléans (1886–1975)
                    - Alvard d'Orléans (1910–1997)
                      - Alonso d'Orléans (1941–1975)
                        - Alphonse d'Orléans (* 1968)
                        - Alvard d'Orléans (* 1969)

                      - Alvard-Jacques d'Orléans (* 1947)
                        - André d'Orléans (* 1976)
                        - '(??)'Alois d'Orléans (* 1979)
                          - '(xx)'Alonso d'Orléans-Bragance (* 2010)

## Pretendenti z rodu Bonapartů
Poslední frakcí francouzských monarchistů jsou tzv. Bonapartisté, kteří podporují jako pretendenty trůnu příslušníky rodiny Bonaparte, ze které pocházeli císařové Napoleon I., Napoleon II. a Napoleon III. Bonapartisté mají v současné době dva nárokovatele trůnu. Prvním je současná hlava rodu Bonapartů, kterou je Karel Napoleon Bonaparte (potomek Jeronýma Bonaparte, nejmladšího bratra Napoleona I.). Druhým je jeho jediný syn Jan Napoleon Ludvík Bonaparte, kterého jako svého nástupce určil jeho děd, a tak nepanuje v rodě shoda o tom, kdo je legitimním pretendentem. 

### Linie následnictví (Bonapartové)
- Carlo Buonaparte (1746–1785)
  -  Napoleon I. (1769–1821)
    -  Napoleon II. (1811–1832)

  - Ludvík I. Bonaparte (1778–1846)
    -  Napoleon III. (1808–1873)

  - Jérôme Bonaparte (1784–1860)
    - Josef Karel Napoleon Bonaparte (1822–1891)
      - Viktor Napoleon Bonaparte (1862–1926)
        - Ludvík Napoleon Bonaparte (1914–1997)
          - (1) Karel Napoleon Bonaparte (* 1950)
            - (2/1) Jan-Krištof Bonaparte (* 1986)
              - (3/2) Ludvík Karel Bonaparte (* 2022)

          - (4/3) Jérôme Xavier Napoleon Bonaparte (* 1957)